# KS AZS Wratislavia (wioślarstwo)
Sekcja wioślarska Klubu Sportowego Akademickiego Związku Sportowego Wratislavia – sekcja akademickiego klubu sportowego działającego we Wrocławiu. od roku 1945. Pierwotnie wioślarze sekcji działali przy środowiskowym klubie AZS Wrocław, potem w ramach międzyuczelnianego Klubu Sportowego AZS Politechnika Wrocławska, który w 2015 roku zmienił nazwę na „KS AZS Wratislavia”.

## Historia

### AZS Wrocław
Akademicka sekcja wioślarska powstała we Wrocławiu tuż po zakończeniu wojny z inicjatywy studenta medycyny, Stanisława Iwankiewicza. Wioślarze już w sierpniu 1945 zajęli przedwojenną przystań nad Odrą niemieckiego klubu studenckiego działającego przy Breslauer Technische Hochskule. Pomimo znacznych zniszczeń, w budynku zachowały się hangary na łodzie i zimowy basen wioślarski. Łodzie zostały przez Niemców celowo uszkodzone podczas oblężenia Wrocławia, więc treningi na wodzie mogły rozpocząć się po wyremontowaniu pierwszych sześciu łodzi – latem 1946. Wtedy też odbyły się pierwsze regaty wioślarskie w powojennym Wrocławiu.
Priorytetem sekcji w pierwszych latach istnienia był remont zniszczonej przystani i odbudowa jej zburzonej części – prace te zakończono dopiero w 1955. Cały czas trwały jednak treningi, które bardzo szybko wyłoniły obiecującą czwórkę: Zbigniew i Edward Schwrzerowie (bracia), Henryk Jagodziński oraz Zbigniew Żarnowiecki. Jej udany start na wrocławskich regatach akademickich w 1948 spowodował, iż do Wrocławia przeprowadził się utytułowany trener Jan Bujwid, którego podopiecznymi przed wojną byli m.in. R. Verey i J. Ustupski. Bujwid szybko stworzył dużą grupę zawodników, którzy przez całe lata 50. stanowili trzon reprezentacji Polski w wioślarstwie. Czterech zawodników sekcji uczestniczyło w igrzyskach olimpijskich w 1952 w Helsinkach, a siedmiu w 1956 w Melbourne. Dodatkowo na mistrzostwach Europy wioślarze AZS Wrocław wywalczyli w latach 50. brązowy medal i zajęli kilka czwartych miejsc. Miarą pozycji klubu były Mistrzostwa Europy w 1959 w Mâcon, gdzie na 25 polskich wioślarzy aż 16 było z AZS Wrocław (dwójka ze sternikiem i ósemka mężczyzn oraz czwórka ze sterniczką kobiet).
Potęga sekcji wioślarskiej utrzymywała się do roku 1967. W okresie tym regularnie w mistrzostwach Europy i świata startowało kilku zawodników i zawodniczek klubu. Największym sukcesem wioślarzy z AZS Wrocław był w tamtych latach brązowy medal Mistrzostw Europy w 1964 dwójki ze sternikiem Mariana Siejkowskiego, Kazimierza Naskręckiego i Stanisława Kozery oraz VI miejsce tej osady na Igrzyskach Olimpijskich w Tokio i również VI miejsce na tych samych igrzyskach czwórki ze sternikiem: Sz. Grajczyk, M. Leszczyński, R. Lubicki, A. Nowaczyk i sternik J. Pawłowski. W roku 1967 karierę sportową ukończyli niemal wszyscy wioślarze, stanowiący o sile sekcji. Na przełomie lat 60. i 70. sekcja szybko wróciła jednak na drogę sukcesów międzynarodowych. Cały czas w reprezentacji narodowej występował M. Siejkowski, który wystartował na ósemce w Igrzyskach Olimpijskich w Monachium. Największym osiągnięciem tamtego okresu był brązowy medal Zbigniewa Ślusarskiego na MŚ w 1974 (zdobyty z bratem Alfonsem, też wychowankiem AZS Wrocław). Zbigniew Ślusarski reprezentował Polskę na Igrzyskach Olimpijskich w Montrealu, gdzie wystartowała też inna zawodniczka klubu, Aleksandra Kaczyńska. Po igrzyskach tych męska sekcja wioślarska popadła w stagnację. 

### Galeria lata 1945-1976

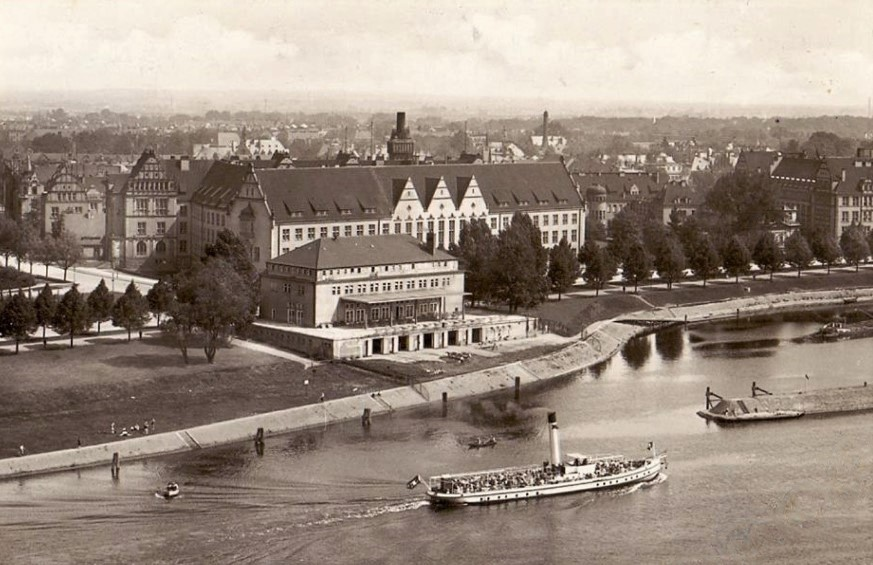
Przedwojenne zdjęcie przystani, którą w 1945 przejął AZS Wrocław
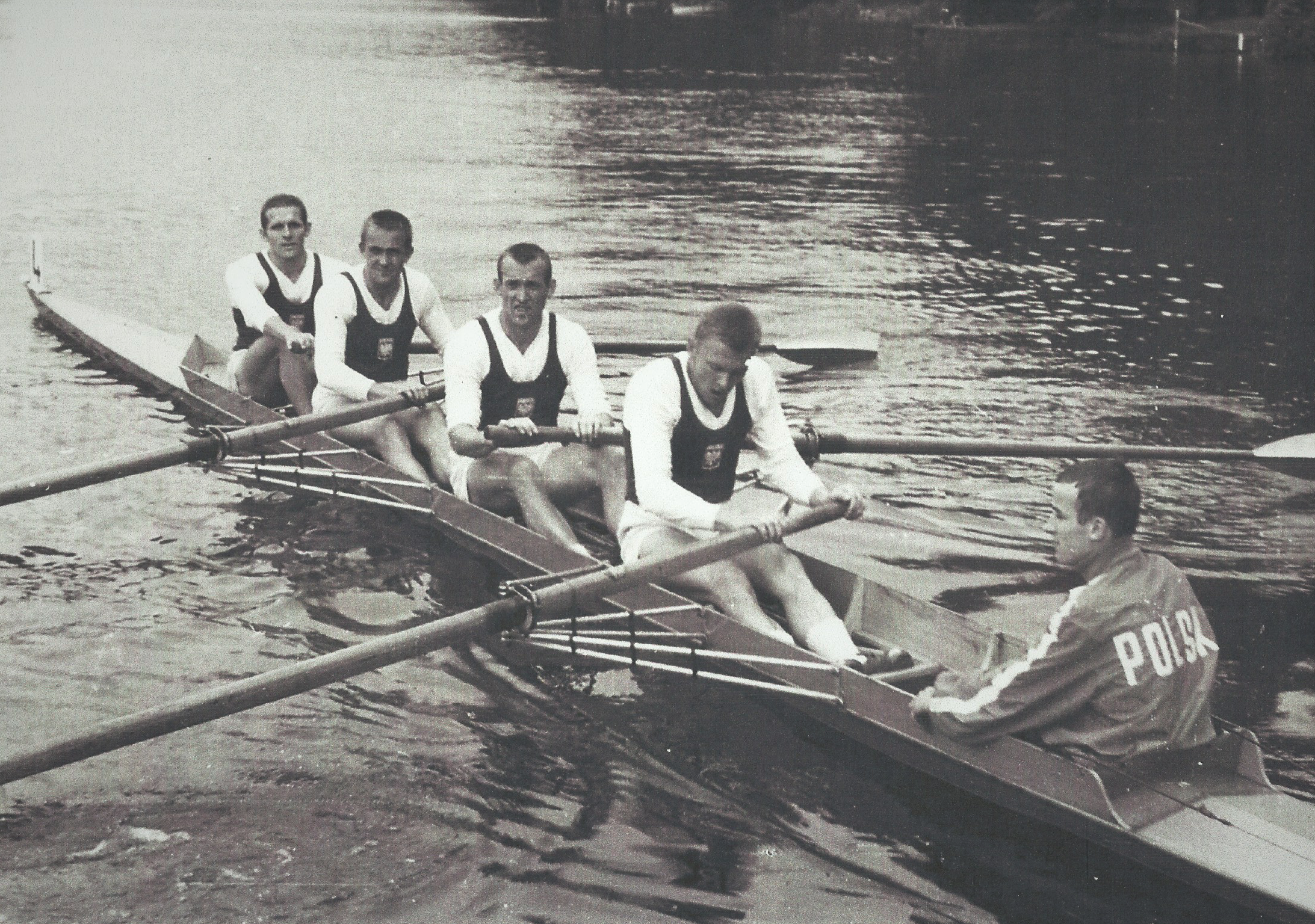
Olimpijska czwórka ze sternikiem w 1964 (na zdjęciu sternik S. Kozera)
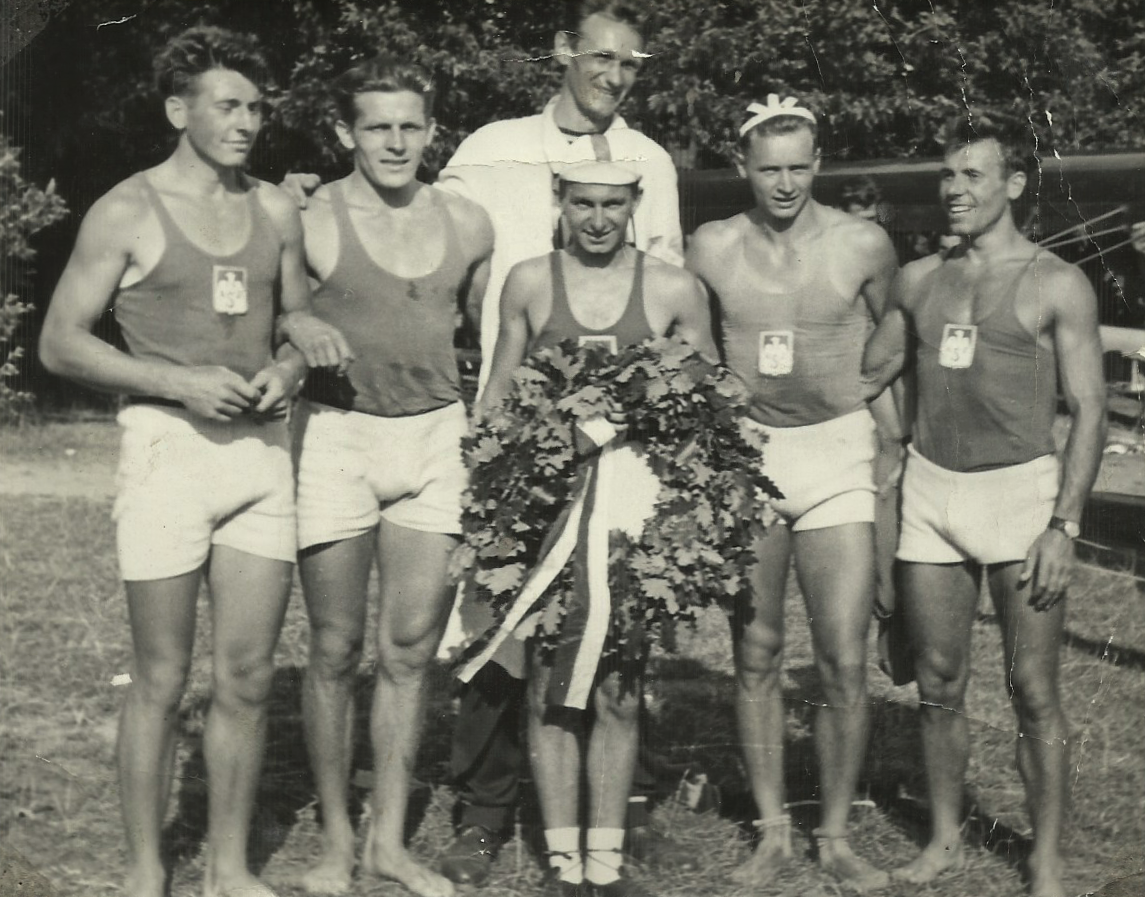
Olimpijczycy K. Błasiński, Sz. Grajczyk, Z. Paradowski, M. Nietupski, ze sternikiem B. Mainką i trenerem Z. Schwarzerem
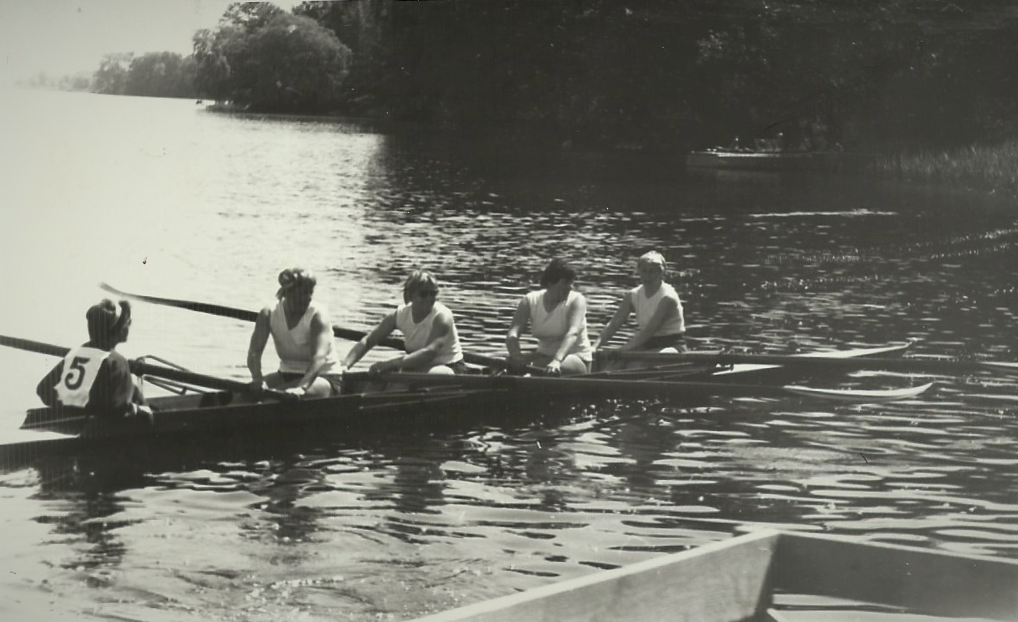
J. Piatek, E. Flak, B. Krawacka, B. Tyczynska I st. E. Długoszewska na ME w 1959

### AZS Politechnika Wrocławska
W 1976 roku przeprowadzono w Polsce odgórnie narzuconą przez GKKFiT reformę wyczynowego sportu akademickiego. Wyróżniające się sekcje klubów środowiskowych AZS wcielono do wyczynowych klubów AZS-AWF, utworzonych przy akademiach wychowania fizycznego. We Wrocławiu sekcji wioślarskiej nie uznano za wystarczająco wartościową, zatem pozostała ona poza klubem AZS-AWF Wrocław. Odcięło to ją od centralnego finansowania. W 1977, aby zapewnić tej sekcji (oraz środowiskowym sekcjom koszykówki, szermierki, tenisa stołowego, piłki ręcznej i szachów) finansowanie, Kolegium Rektorów wrocławskich uczelni podjęło decyzję o utworzeniu międzyuczelnianego klubu akademickiego, w którym znalazły by się wszystkie te dyscypliny. Z racji tego, że większość kosztów ponosić miała Politechnika Wrocławska, klub ten działał pod nazwą AZS Politechnika Wrocławska.
Wchodząc do AZS Politechniki, sekcja wioślarska dysponowała silną grupą kobiet (trenowanych przez małżeństwo Zbigniewa i Krystyny Odojów) oraz bardzo słabą grupą męską. Wioślarki nie tylko odnosiły sukcesy na arenie krajowej (m.in. drużynowe mistrzostwo Polski w 1980), ale dwie z nich przez wiele lat startowały w reprezentacji Polski – występując m.in. na Igrzyskach Olimpijskich w Moskwie. Wyniki mężczyzn zmieniły się szybko na lepsze za sprawą zatrudnienia trenera Mariana Pawlaka. Grupa wychowanków klubu medale mistrzostw Polski rozpoczęła zdobywać w 1982. Już w 1984 dwójka bez sternika W. Szymerowski, A, Jończyk zdobyła złoto akademickich mistrzostw świata, a wkrótce pierwszy z nich startować zaczął w mistrzostwach świata seniorów, wygrał też w 1986 w Regatach Królewskich w Henley. W latach osiemdziesiątych sekcja miała wiele załóg wagi lekkiej, które wielokrotnie zdobywały tytuły Mistrza Polski. Stan przystani był jednak w tamtym czasie bardzo zły i wymagała ona remontu, na który w kryzysie gospodarczym schyłku PRL brakowało środków. 
Przemiany ustrojowe początku lat 90. zastały wioślarzy AZS Politechniki w bardzo złej sytuacji. Brak było nie tylko funduszy, ale też nowoczesnego sprzętu. Pomimo tego, wychowanek klubu, A. Marszałek, w 1992 wystartował na Igrzyskach Olimpijskich w Barcelonie, gdzie zajął V miejsce, a inni zawodnicy zdobywali medale na akademickich mistrzostwach świata w 1992 i 1994. Pomoc byłych zawodników i działaczy pozwoliła w połowie lat 90. na zakup nowoczesnego sprzętu i większe nabory nowych zawodników. Zaowocowało to startami juniorów w mistrzostwach świata tej kategorii wiekowej i brązowym medalem MŚJ Pauliny Kulki (Poznań 1995). Z grupy juniorów największe sukcesy odniósł później P. Rańda, młodzieżowy Mistrz Świata z 2001, a następnie medalista mistrzostw świata i Europy seniorów, a przede wszystkim srebrny medalista Igrzysk Olimpijskich w Pekinie.
W drugiej dekadzie XXI wieku, oprócz sukcesów P. Rańdy, sekcja wioślarska AZS Politechniki odnotowuje starty młodszych zawodników w mistrzostwach świata juniorów: J. Kobeckiego w 2010, P. Syposza w 2011 i 2012, P. Sadowskiej w 2013 i startami zawodników w mistrzostwach Europy juniorów.
Wioślarscy działacze AZS Politechniki byli pomysłodawcami zorganizowania we Wrocławiu w 1992 roku pierwszych mistrzostw Polski na ergometrze wioślarskim. Od tego czasu organizowali we Wrocławiu ponad dwadzieścia edycji tej imprezy.
W 2012 roku pracę w sekcji zakończył jej szef, trener M. Pawlak, którego zastępuje wieloletni trener klubu, W. Szymerowski. Rok później doszło do przejęcia przez Politechnikę Wrocławską przystani klubu. Wioślarze zmuszeni zostali do opuszczenia tej przystani i przeniesienia się (wraz z innymi sekcjami wyczynowymi klubu) do budynku, gdzie przed II wojną światową mieściła się przystań niemieckiego klubu Breslauer Ruder Verein Wratislavia, a po wojnie, do roku 1986, sekcja wioślarska Juwenii Wrocław.

### AZS Wratislavia
W październiku 2015 roku Walne Zgromadzenie Delegatów uchwaliło zmianę nazwy klubu na „Klub Sportowy Akademickiego Związku Sportowego Wratislavia”, co miało nawiązywać do przedwojennego gospodarza aktualnej siedziby klubu. Przypieczętowało to ostatecznie uniezależnienie się klubu od Politechniki Wrocławskiej. Formalnie zmiana została zarejestrowana 21 grudnia 2018.  

### Galeria lata po 1976

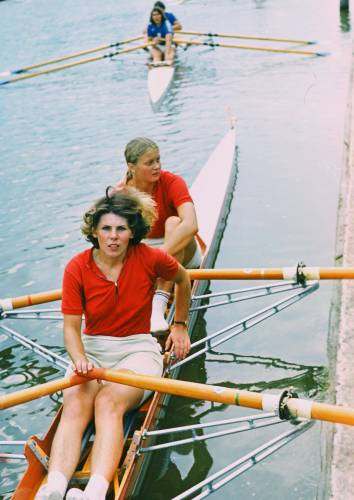
H. Jarkiewicz, A. Kaczyńska, MŚ Amsterdam 1977
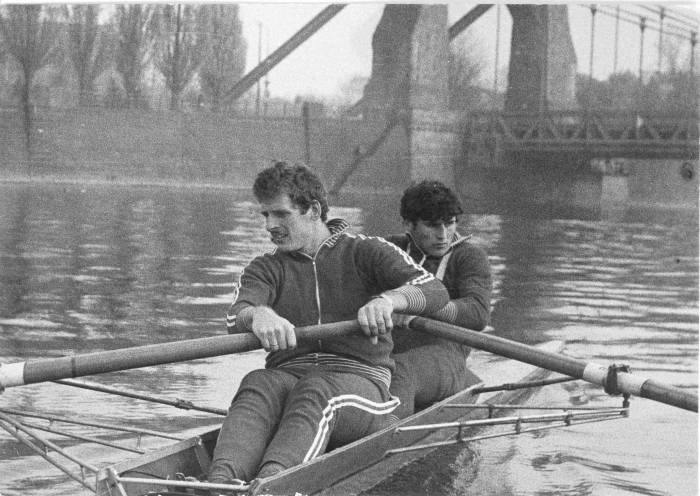
W. Szymerowski i A. Jończyk w 1984
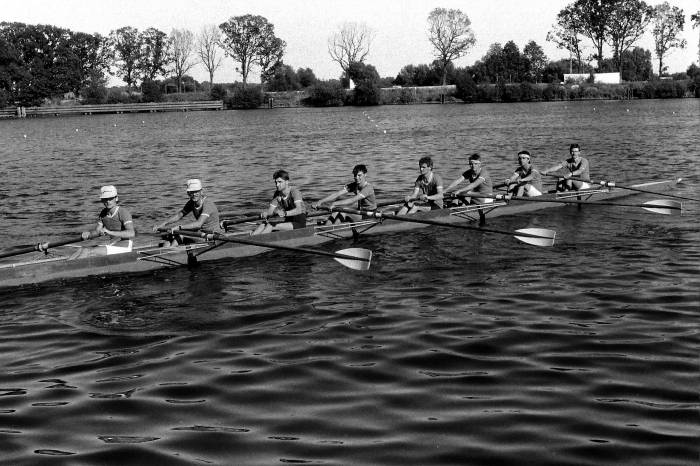
Klubowa ósemka na MP w 1989
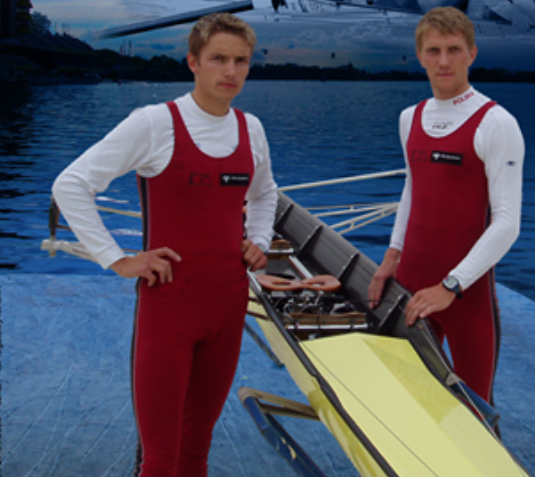
P. Rańda i G. Pawlak w 2003

## Wyniki Sportowe
W latach 50. oraz 60. AZS Wrocław był czołowym klubem wioślarskim Polski. Zdecydowana większość wioślarzy którzy wystąpili na igrzyskach olimpijskich w 1952, 1956 i 1964 startowała w tamtym czasie w barwach tego klubu. Na późniejszych igrzyskach olimpijskich udział zawodników klubu nie była aż tak liczny, niemniej reprezentowali oni Polskę na łącznie 9 igrzyskach. Łączna liczba wioślarzy-olimpijczyków z AZS Wrocław/ AZS Politechniki Wrocławskiej to 23, z czego aż 6 wystąpiło na igrzyskach dwa razy. Efektem tych występów był jeden medal i wiele występów w finałach olimpijskich. Był to medal srebrny Pawła Rańdy na Igrzyskach Olimpijskich w Pekinie w 2008. Za poważne sukcesy sekcji uznać również należy 3 zdobyte przez zawodników medale seniorskich mistrzostw świata oraz 3 medale mistrzostw Europy seniorów, a także liczne medale akademickich mistrzostw świata. 
W ostatnich latach, według punktacji Polskiego Związku Towarzystw Wioślarskich, wioślarze AZS Politechniki (a następnie AZS Wratislavii) zajęli następujące miejsca w klasyfikacji drużynowej:
- w roku 1997 – 9 miejsce na 35 sklasyfikowanych klubów[8],
- w roku 1998 – 15 miejsce na 35 sklasyfikowanych klubów[9],
- w roku 1999 – 9 miejsce na 32 sklasyfikowane kluby[10],
- w roku 2000 – 10 miejsce na 33 sklasyfikowane kluby[10],
- w roku 2001 – 12 miejsce na 33 sklasyfikowane kluby[10],
- w roku 2002 – 18 miejsce na 33 sklasyfikowane kluby[10],
- w roku 2003 – 14 miejsce na 34 sklasyfikowane kluby[10],
- w roku 2004 – 10 miejsce na 34 sklasyfikowane kluby[10],
- w roku 2005 – 8 miejsce na 36 sklasyfikowanych klubów[10],
- w roku 2006 – 6 miejsce na 34 sklasyfikowane kluby[10],
- w roku 2007 – 11 miejsce na 35 sklasyfikowanych klubów[10],
- w roku 2008 – 12 miejsce na 37 sklasyfikowanych klubów[10],
- w roku 2009 – 14 miejsce na 38 sklasyfikowanych klubów[10],
- w roku 2010 – 20 miejsce na 37 sklasyfikowanych klubów[10],
- w roku 2011 – 15 miejsce na 35 sklasyfikowanych klubów[10],
- w roku 2012 – 16 miejsce na 35 sklasyfikowanych klubów[10],
- w roku 2013 – 15 miejsce na 38 sklasyfikowanych klubów[10],
- w roku 2014 – 17 miejsce na 36 sklasyfikowanych klubów[11],
- w roku 2015 – 22 miejsce na 38 sklasyfikowanych klubów[12],
- w roku 2016 – 20 miejsce na 37 sklasyfikowanych klubów[13],
- w roku 2017 – 23 miejsce na 35 sklasyfikowanych klubów[14],
- w roku 2018 – 24 miejsce na 36 sklasyfikowanych klubów[15],
- w roku 2019 – 25 miejsce na 38 sklasyfikowanych klubów[16].

## Najwybitniejsi zawodnicy

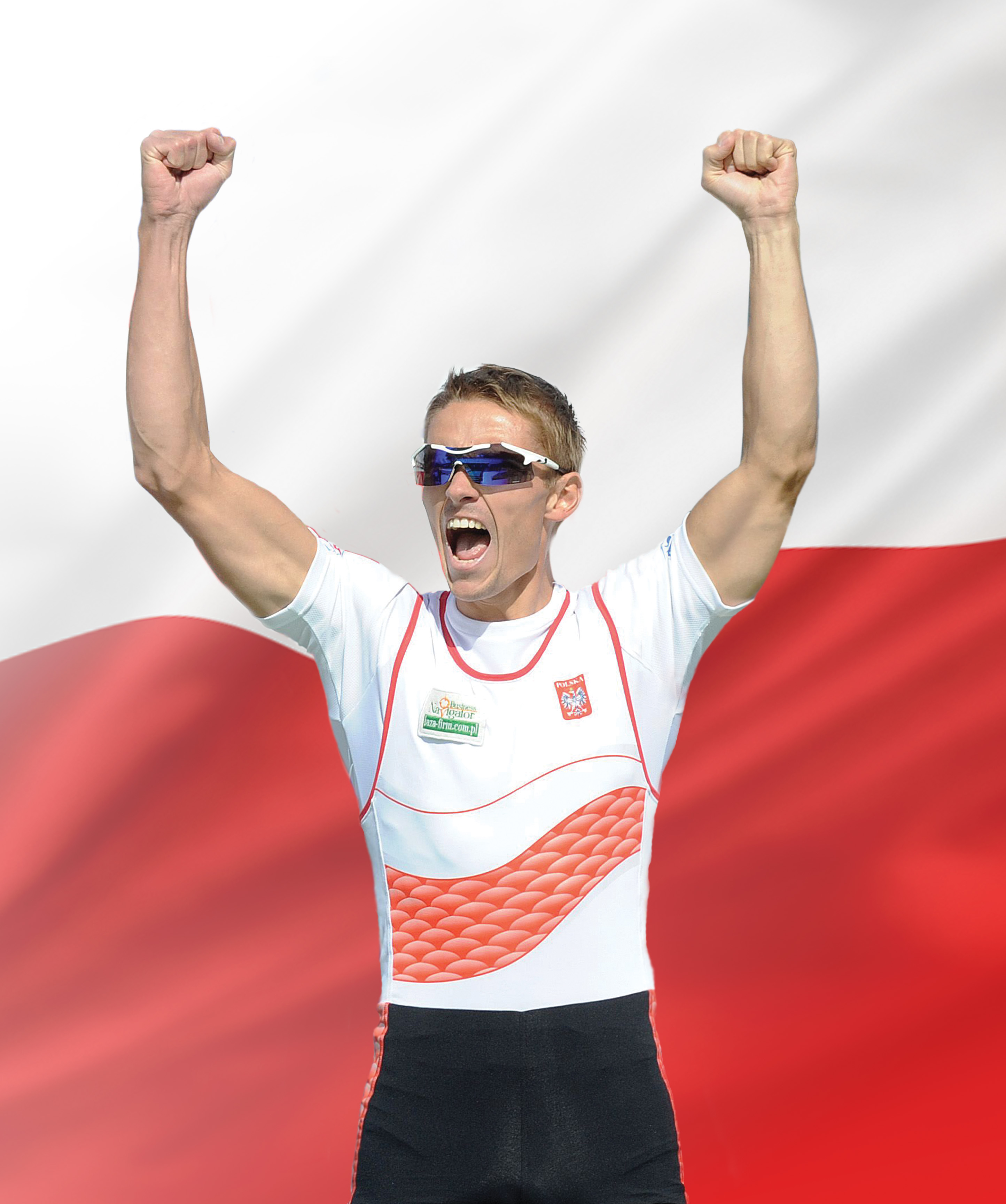
Pawel Rańda po zdobyciu medalu IO w Pekinie

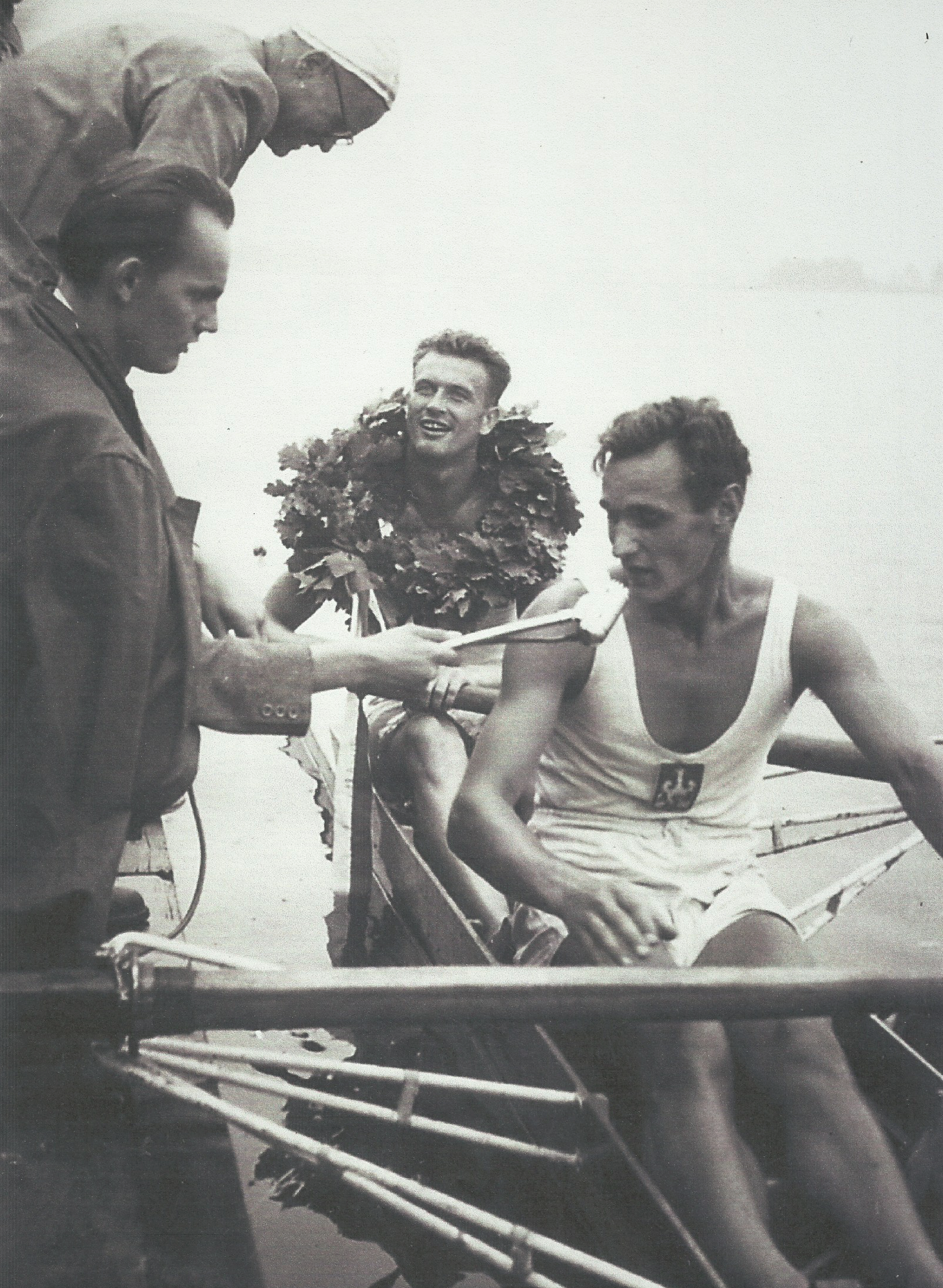
Zbigniew Schwarzer, Henryk Jagodziński

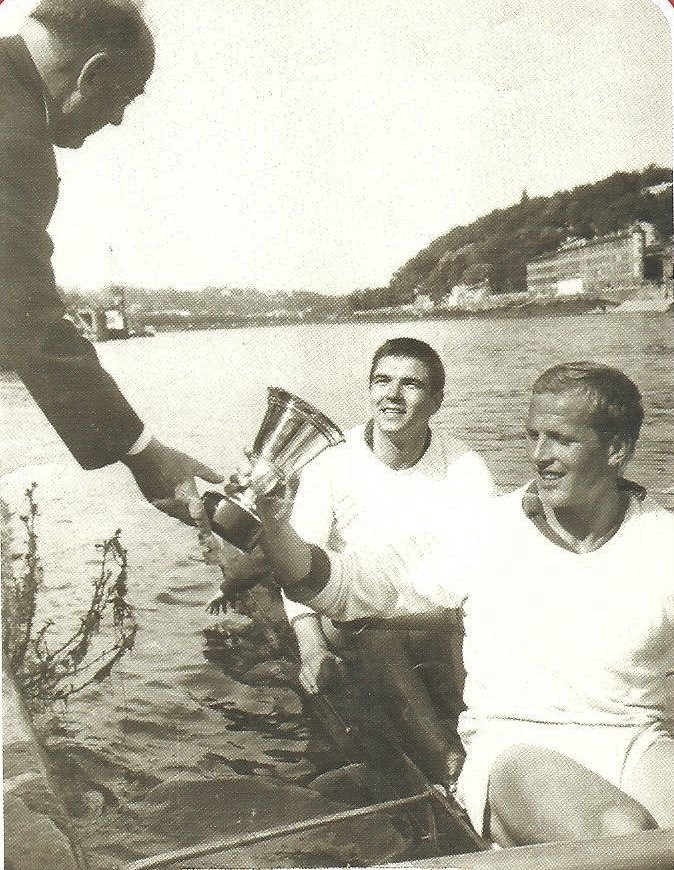
Kazimierz Naskręcki, Marian Siejkowski

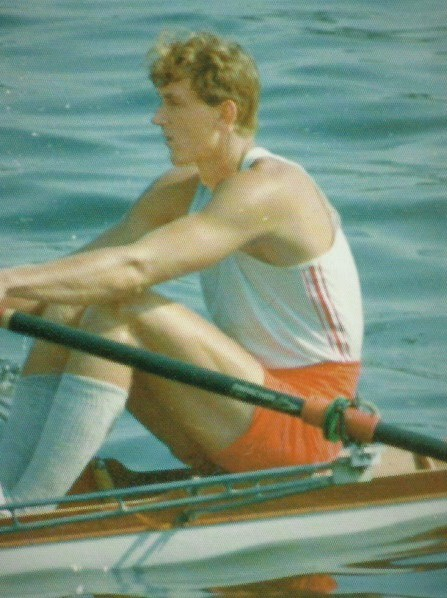
Andrzej Marszałek

Najwybitniejszymi zawodnikami sekcji wioślarskiej klubu byli:
Paweł Rańda – wychowanek klubu, medalista olimpijski, medalista mistrzostw świata i mistrzostw Europy. W trakcie kariery odniósł następujące sukcesy:
- 2008 –  Igrzyska Olimpijskie, Pekin – czwórka bez sternika wagi lekkiej –  srebrny medal,
- 2012 –  Igrzyska Olimpijskie, Londyn – czwórka bez sternika wagi lekkiej – odpadł w repasażu,
- 2005 – Mistrzostwa Świata, Gifu – dwójka podwójna wagi lekkiej –  brązowy medal,
- 2009 – Mistrzostwa Świata, Poznań – czwórka bez sternika wagi lekkiej –  brązowy medal,
- 2010 – Mistrzostwa Europy, Montemor-o-Velho – czwórka bez sternika wagi lekkiej –  srebrny medal,
- 2000 – Mistrzostwa Świata, Zagrzeb – jedynka wagi lekkiej – IV miejsce,
- 2001 – Młodzieżowe Mistrzostwa Świata, Ottensheim – jedynka wagi lekkiej –  złoty medal.

Zbigniew Schwarzer oraz Henryk Jagodziński, pływający wspólnie w jednej osadzie zawodnicy, którzy osiągnęli następujące sukcesy:
- 1956 –  Igrzyska Olimpijskie, Melbourne – dwójka ze sternikiem (którym był Bertoldem Mainką, też zawodnik AZS Wrocław) – IV miejsce,
- 1952 –  Igrzyska Olimpijskie, Helsinki – czwórka bez sternika – V miejsce; pozostałymi zawodnikami czwórki byli też z AZS Wrocław: Edward Schwarzer oraz Zbigniew Żarnowiecki,
- 1957 – Mistrzostwa Europy, Duisburg – dwójka ze sternikiem (Bertoldem Mainką) –  brązowy medal,
- 1955 – Mistrzostwa Europy, Gandawa – dwójka ze sternikiem (Bertoldem Mainką) – IV miejsce,
- 1956 – Mistrzostwa Europy, Bled – dwójka ze sternikiem (Bertoldem Mainką) – V miejsce,

Marian Siejkowski – wychowanek TW „Polonia” Poznań, w barwach AZS Wrocław dwukrotny olimpijczyk i medalista mistrzostw Europy. Jego największe sukcesy:
- 1964 –  Igrzyska Olimpijskie, Tokio – dwójka ze sternikiem – VI miejsce (z klubowym sternikiem Stanisławem Kozerą,
- 1964 – Mistrzostwa Europy, Amsterdam – dwójka ze sternikiem S. Kozerą –  brązowy medal,
- 1962 – Mistrzostwa Świata, Lucerna – dwójka bez sternika – IV miejsce.

Szczepan Grajczyk – dwukrotny olimpijczyk i wieloletni reprezentant Polski. Osiągnął następujące sukcesy:
- 1956 –  Igrzyska Olimpijskie, Melbourne – czwórka bez sternika – odpadł w półfinale,
- 1964 –  Igrzyska Olimpijskie, Tokio – czwórka ze sternikiem – VI miejsce,
- 1956 – Mistrzostwa Europy, Bled – czwórka bez sternika – IV miejsce,
- 1962 – Mistrzostwa Europy, Lucerna – czwórka ze sternikiem – IV miejsce,
- 1963 – Mistrzostwa Europy, Kopenhaga – czwórka ze sternikiem – IV miejsce,

Aleksandra Kaczyńska – dwukrotna uczestniczka igrzysk olimpijskich, wielokrotna reprezentantka Polski, po zakończeniu kariery zawodniczej – trenerka. Jej największe osiągnięcia:
- 1980 –  Igrzyska Olimpijskie, Moskwa – czwórka podwójna ze sternikiem – V miejsce,
- 1976 –  Igrzyska Olimpijskie, Montreal – ósemka – VII miejsce,
- 1981 – Mistrzostwa Świata, Monachium – czwórka podwójna ze sternikiem – VII miejsce,
- 1979 – Mistrzostwa Świata, Bled – czwórka podwójna ze sternikiem – VIII miejsce.

Andrzej Marszałek – wychowanek klubu, olimpijczyk i wielokrotny reprezentant kraju. Jego sukcesy:
- 1992 –  Igrzyska Olimpijskie, Barcelona – dwójka podwójna – V miejsce,
- 1991 – Mistrzostwa Świata Młodzieżowców (Match des Seniors), Naro – czwórka podwójna –  srebrny medal,
- 1991 – Mistrzostwa Świata, Wiedeń – czwórka podwójna – VII miejsce,
- 1988 – Mistrzostwa Świata Juniorów, Mediolan – dwójka podwójna – VI miejsce,

Zbigniew Ślusarski – wychowanek klubu, olimpijczyk i medalista mistrzostw świata. Największe sukcesy odnosił ze swoim bratem Alfonsem (również wychowankiem AZS Wrocław, jako senior startującym jednak w barwach innych klubów). Najlepsze wyniki Z. Ślusarskiego to:
- 1976 –  Igrzyska Olimpijskie, Montreal – dwójka bez sternika – XI miejsce,
- 1974 – Mistrzostwa Świata, Lucerna – dwójka bez sternika –  brązowy medal[23],
- 1973 – Mistrzostwa Europy, Moskwa – dwójka bez sternika – V miejsce.

Kazimierz Naskręcki – wychowanek Kaliskiego Towarzystwa Wioślarskiego, w barwach AZS Wrocław olimpijczyk i medalista mistrzostw Europy. Jego największe sukcesy:
- 1964 –  Igrzyska Olimpijskie, Tokio – dwójka ze sternikiem – VI miejsce,
- 1964 – Mistrzostwa Europy, Amsterdam – dwójka ze sternikiem –  brązowy medal,.
- 1962 – Mistrzostwa Świata, Lucerna – dwójka bez sternika – IV miejsce,
- 1958 – Mistrzostwa Europy, Poznań – czwórka ze sternikiem – V miejsce.

Marian Leszczyński, Ryszard Lubicki, Andrzej Nowaczyk oraz sternik Jerzy Pawłowski – pływający na czwórce ze sternikiem (głównie z kolegą klubowym, Szczepanem Grajczykiem) olimpijczycy i wielokrotni reprezentanci kraju. Osiągnęli w tej konkurencji następujące sukcesy:
- 1964 –  Igrzyska Olimpijskie, Tokio – VI miejsce,
- 1962 – Mistrzostwa Europy, Lucerna – IV miejsce,
- 1963 – Mistrzostwa Europy, Kopenhaga – IV miejsce,
- 1964 – Mistrzostwa Europy, Amsterdam – IV miejsce (z M. Szypułą zamiast Sz. Grajczyka).
- 1965 – Mistrzostwa Europy, Duisburg – IV miejsce (z M. Szypułą zamiast Sz. Grajczyka).

Kazimierz Błasiński, Zbigniew Paradowski oraz Marian Nietupski – pływający na czwórce bez sternika (z kolegą klubowym, Szczepanem Grajczykiem) olimpijczycy i uczestnicy mistrzostw Europy. Osiągnęli w tej konkurencji następujące sukcesy:
- 1956 –  Igrzyska Olimpijskie, Melbourne – odpadli w półfinale,
- 1956 – Mistrzostwa Europy, Bled – IV miejsce.

Hanna Jarkiewicz-Widun – uczestniczka igrzysk olimpijskich, wielokrotna reprezentantka Polski. Jej największe osiągnięcia:
- 1980 –  Igrzyska Olimpijskie, Moskwa – dwójka podwójna – V miejsce,
- 1976 –  Igrzyska Olimpijskie, Montreal – ósemka – VII miejsce,
- 1979 – Mistrzostwa Świata, Bled – czwórka ze sternikiem – VIII miejsce,
- 1977 – Mistrzostwa Świata, Amsterdam – dwójka podwójna – IX miejsce,
- 1973 – Mistrzostwa Europy, Moskwa – czwórka ze sternikiem – VIII miejsce.